# Petko Stainoff

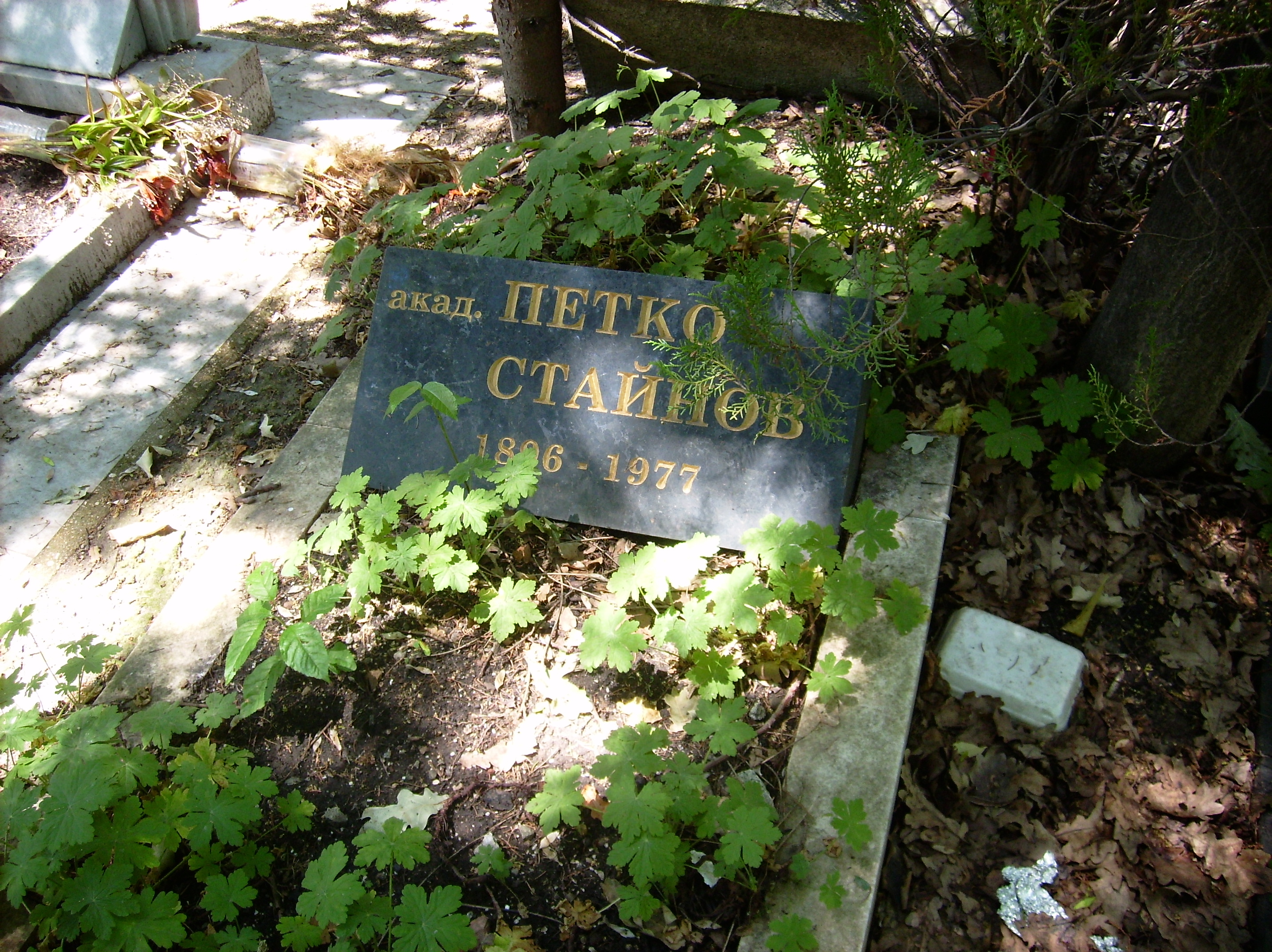
Graf van Stainoff

Petko Groejev Stainoff (ook: Stajnov en Stainov) (Bulgaars: Петко Груев Стайнов) (Kazanlak, Stara Zagora, 19 november 1896 – Sofia, 26 juni 1977) was een Bulgaars componist en pianist.

## Levensloop
Stainoff werd al op 11-jarige leeftijd volledig blind. Hij ging in 1920 naar Duitsland, om aan een privé muziekschool in Braunschweig lessen te nemen. Aansluitend studeerde hij aan de Hochschule für Musik Carl Maria von Weber Dresden in Dresden onder andere compositie bij Alexander Wolf en piano bij Ernst Münch. In 1924 studeerde hij af.
In 1925 ging hij weer naar zijn geboortestad terug en begon met de compositie van zijn Symfonische suite "Thrakische dansen". In 1927 vertrok hij naar Sofia en werd pianoleraar aan het Nationaal Instituut voor Blinden. Hij behoorde in 1932 tot de medeoprichters van de Bulgaarse componistenfederatie. In 1941 werd hij directeur van de Nationale Opera en hij bleef in deze functie tot 1944. Hij was ook lid van de Academie van de wetenschappen. In 1946 werd hij ambtenaar op het Bulgaarse ministerie van Cultuur. In 1967 werd hij voorzitter van de Nationale Rat van amateuristische kunstenaars.
Als componist schreef hij werken voor alle genres. Hij was stilistisch georiënteerd op de Bulgaarse volksmuziek.

## Composities

### Werken voor orkest
- 1925-1926 Symfonische suite "Thrakische dansen"
  1. Paidoushko
  2. Mechkarsko
  3. Horo
  4. Rachenitsa
- 1927 Legende, symfonisch gedicht
- 1930 Een sprookje
- 1936 Балкан (Balkan), concertouverture
- 1937 Тракия (Thrace)
- 1938 Symfonisch Scherzo
- 1945 Symfonie Nr. 1
- 1949 Symfonie Nr. 2
- 1953 Младежка увертюра (Jeugd ouverture)

### Werken voor harmonieorkest
- 1977 Thrakische dansen

### Muziektheater

#### Balletten
| Voltooid in | titel                                                             | aktes  | première                               | libretto      | choreografie  |
| ----------- | ----------------------------------------------------------------- | ------ | -------------------------------------- | ------------- | ------------- |
| 1926        | Rachenitsa (4e deel uit de symfonische suite "Thrakische dansen") | 1 akte | 10 oktober 1971, Sofia, National opera | Asen Gavrilov | Asen Gavrilov |

### Werken voor koren
- 1933 Urvich, voor gemengd koor - tekst: N. Rakitin
- 1935 One Hundred and Twenty Men, voor mannenkoor - tekst: P.P. Slaveykov
- 1936 A Maiden's Lament, voor gemengd koor - tekst: T. Kunev
- 1954 Comrade Anton, voor gemengd koor - tekst: I. Radoev
- 1955 Godfather German, voor gemengd koor - tekst: D. Panteleev
- A Fir Tree Is Bending
- A Bright Sun Has Risen
- Hey, Dimo
- Hey, Ivan
- Play a Tune, Dimo
- Oh, That Man Dimo

### Vocale muziek
- 1931 The Secret of Struma River
- 1932 Horsemen